# Michel Mirowski
Michel Mirowski (ur. jako Mordechaj Frydman 14 października 1924 w Warszawie, zm. 26 marca 1990) – amerykański kardiolog pochodzenia żydowskiego z Polski.
Urodził się i dorastał w Polsce, w 1939 ojciec zmienił mu nazwisko na Mieczysław Mirowski, później żona Francuzka zaczęła nazywać go Michel. Po wybuchu wojny uciekł na Ukrainę, gdzie udało mu się przeżyć wojnę. W 1944 wrócił jako oficer Wojska Polskiego. ; po roku studiów medycznych na Akademii Lekarskiej w Gdańsku wyemigrował do Palestyny. Od 1947 studia medyczne kontynuował w Lyonie we Francji, gdzie w 1953 otrzymał stopień doktora, potem uzyskał habilitację. 
Wrócił do Izraela, a gdy zdecydował o specjalizacji w zakresie kardiologii, podjął studia w Instytucie Kardiologicznym w Meksyku i Johns Hopkins Hospital w Baltimore. W 1966 wskutek częstoskurczu komorowego zmarł nagle jego izraelski mentor prof. Harry Heller. Zastanawiając się nad możliwościami uratowania profesora doszedł do wniosku, że potrzebny byłby wszczepiony na stałe defibrylator. Wyjechał do Stanów Zjednoczonych, gdzie w 1969 podjął współpracę z Mortonem Mowerem w jego pracach nad defibrylatorem, potem ze Stephenem Heilmanem. 4 lutego 1980 w Johns Hopkins Hospital w Baltimore Mirowski z powodzeniem wszczepił pacjentowi pierwszy automatyczny defibrylator. Wszczepialny defibrylator, a następnie wszczepialny kardiowerter-defibrylator serca (ICD) znalazły szerokie zastosowanie terapeutyczne w kardiologii.
W połowie lat 80. XX wieku rozpoznano u niego szpiczaka mnogiego. Pewną szansą byłby przeszczep allogeniczny szpiku kostnego od rodzeństwa (ang. sibling donor), lecz jego brat Abraham zginął w czasie Zagłady Żydów. Mirowski zmarł w wieku 65 lat.